# Río Sipí
Río Sipí är ett vattendrag i Colombia.   Det ligger i departementet Chocó, i den västra delen av landet, 300 km väster om huvudstaden Bogotá.